# Колледара
Колледара (итал. Colledara) — коммуна в Италии, расположена в регионе Абруццо, подчиняется административному центру Терамо.
Население составляет 2197 человек, плотность населения составляет 116 чел./км². Занимает площадь 19 км². Почтовый индекс — 64042. Телефонный код — 0861.
Покровительницей коммуны почитается Пресвятая Богородица, в частности, её образ, именуемый Константинопольским, празднование в понедельник после Троицы, в Духов день.